# Signe d'exclamació
El signe d'exclamació és un signe de puntuació que es representa «!». També es coneix com a signe d'admiració. En algunes llengües, com el castellà, pot ser doble i així tenen un signe d'obertura «¡» i un de tancament «!».
El seu origen sembla el de la paraula llatina interjectio; de les dues darreres lletres, io, es va formar el símbol, que va acabar esdevenint una ratlla sobre un punt.

## Usos
- per marcar emoció en una frase.
- per indicar que s'està parlant en un to alt (en Internet l'equivalent són les majúscules).
- per cridar l'atenció del lector sobre una oració (en aquest sentit és molt usat per la publicitat).
- pot donar èmfasi a una frase en imperatiu.
- indica un clic postalveolar en transcripció fonètica.
- en un senyal o rètol indica advertiment sobre un perill potencial.
- representa el factorial en matemàtiques.
- en alguns llenguatges de programació equival a una negació.
- en els primers còmics s'usava com a punt en les bafarades dels personatges.
- indica un bon moviment en escacs.